# Dalzellia angustissima
Dalzellia angustissima là một loài thực vật có hoa trong họ Podostemaceae. Loài này được M.Kato mô tả khoa học đầu tiên năm 2006.